# Овчаров Юрій Миколайович
Юрій Миколайович Овчаров (нар. 19 березня 1966, Кіровськ, Луганська область, УРСР) — радянський та український футболіст, виступав на позиції воротаря, тренер воротарів у чернігівській «Десні».

## Кар'єра гравця
Вихованець луганського футболу. З 1984 по 1988 роки грав за «Десну» в другій лізі. У 1989 році перейшов у «Касансаєць», в складі якого став срібним призером другої ліги 1990 роки (9 зона). У 1991 році повернувся в «Десну». Перший матч у чемпіонаті України зіграв 3 травня 1992 року, у 13-у турі першої ліги проти сумського «Автомобіліста» (1:2). Восени 1993 року грав за житомирський «Хімік».
У 1994 році став гравцем «Зірка-НІБАС». За два сезони в складі кіровоградської команди завоював бронзову медаль другої ліги (1993/94) і золоту медаль першої ліги (1994/95). Сезон 1995/96 років провів в алчевській «Сталі», яка зайняла 3-є місце в першій лізі. У 1996 році повернувся в «Зірку». У вищій лізі дебютував 15 вересня 1996 року в матчі проти «Дніпра» (0:4).
У 1997 році повернувся в Чернігів. У 14-ти матчах чемпіонату 1996/97, в якому «Десна» посіла перше місце в групі «А» другої ліги, пропустив 1 м'яч. У 1999 році виступав за «Полісся» (Житомир), в 2002-2003 роках — гравцем «Десни». У 2004 році виступав у складі «Полісся» (Добрянка) в аматорському чемпіонаті України.

## Кар'єра тренера
Після закінчення кар'єри гравця в 2003 році отримав посаду в тренерському штабі «Десни». У 2008 році внесений в заявку команди на позицію воротаря. Влітку 2009 року протягом 6-ти турів чемпіонату України виконував обов'язки головного тренера в зв'язку з тим, що «Десна» не підписала контракт з Олександром Рябоконем. За підсумками сезону 2009/10 років «Десна» посіла 8-е місце в першій лізі, але виключена з ПФЛ. Юрій Овчаров разом з головним тренером Олександром Рябоконем перейшли в ФК «Львів». З 2011 року працював тренером воротарів «Буковини». Влітку 2012 року повернувся до «Десни».

## Досягнення

### Як гравця
«Касансаєць»
- Друга ліга СРСР
  -  Срібний призер (1): 1990 (9 зона)

«Зірка-НІБАС»
- Перша ліга України
  -  Чемпіон (1): 1994/95
  -  Бронзовий призер (1): 1993/94

«Сталь» (Алчевськ)
- Перша ліга України
  -  Бронзовий призер (1): 1995/96

«Десна»
- Друга ліга України
  -  Чемпіон (1): 1996/97 (група «А»)
  -  Бронзовий призер (1): 2002/03 (група «В»)

### Як тренера
«Десна»
- Перша ліга України
  -  Срібний призер (1): 2016/17

- Друга ліга України
  -  Чемпіон (2): 2005/06 (група «А»), 2012/13
  -  Срібний призер (2): 2003/04, 2004/05 (Група «В»)